# スコットランドの歴史
スコットランドの歴史（スコットランドのれきし、英語: The History of Scotland、スコットランド・ゲール語: Rìghrean na h-Alba）は、およそ10,000年前、デヴォンシャー氷期の終わり頃に人類が初めて移住してきた時期に始まる。スコットランドはヨーロッパ最古の歴史をもつ王国とされるが、1707年以降ブリテン連合王国の一部の地位に甘んじてきた。しかし、近年自治が拡大されてきており、連合王国からの分離を求める声も少なくない。
石器時代・青銅器時代および鉄器時代に存在したスコットランドの文化は、多くの遺跡や出土品を残したが、文字史料は皆無である。スコットランドの歴史時代（文字史料の存在する時代）はおおよそローマ帝国のブリテン島侵攻の時期からである。ローマはイングランド・ウェールズにあたる地域を属州として支配したが、カレドニアと呼ばれた北方地域にまでは及ばなかった。カレドニアにはピクト人が勢力を張っていた。以前は、スコットランドは高度な文明の存在しない周縁地域であり、地中海発祥の文化がゆっくりと浸透していったと考えられていた。しかし、相次ぐ考古学的発見から、独自の高度な文化を持っていたことが明らかになった。特に北欧など外洋との関係はスコットランド史に大きな影響を与えた。
スコットランドの歴史はまた、比較的強大な南の隣国イングランドとの争いの歴史でもあった。イングランドとの間でたびたび戦争が起こり、このことがフランスなどヨーロッパ列強との同盟や交易を盛んにした。合同法によるイングランドとの合同、啓蒙思想の普及や産業革命を経て、スコットランドはヨーロッパの中でも有数の商業地域となった。第二次世界大戦後スコットランドの経済的凋落は著しかったが、北海油田からの収入などがあって近年再び盛り返してきており、ブレア政権の地方分権政策のもと1998年、スコットランド議会がおよそ300年ぶりに復活した。

## 先史時代
ブリテン島に関する文字史料が登場する8500年前までには、スコットランドに人類が到達していた。一説によれば、最後の間氷期（13万-7万年前）にヨーロッパ全体が温暖になったときには、人類はスコットランドに到達していたという。しかし、このとき人類がいたとしても、間氷期が終わって寒冷になると人類はいなくなった。再び人間が住めるほどに温暖になるのは紀元前9600年頃である。
中石器時代、本格的にスコットランドに人類がやってきて、狩猟採集生活を送るようになった。紀元前8500年頃のものと考えられる遺跡がエディンバラにほど近いクラモンド村で発見されている。彼らは狩猟採集生活を送っていた。他にも多数の遺跡・遺構が見つかっており、高い造船技術を持っていたことが判明している。
新石器時代、農耕の開始により定住生活が可能になった。オークニー諸島には紀元前3500年頃の遺跡があり、さらにスカラ・ブレイ遺跡群は紀元前3100年頃のものと推定される、極めて保存状態のよい石造りの住居であり、世界遺産に登録されている。スコットランドの新石器時代人はメイズハウ（紀元前3500年頃）に代表される石室を持つ墳墓を造り、紀元前3000年頃からは環状列石（ストーン・サークル）や列石（ストーン・ロウ）など巨石遺構を造った。これらの遺構はヨーロッパ各地に見られる巨石文化で、ストーンヘンジも同じ影響下にある。考古学者たちは、当時の人々が優れた天文観測能力を有していたと考えている。
青銅器時代になると、こうした巨石建造物に加えてメルローズ近郊のアイルドン・ヒル遺跡（紀元前1000年頃）など環濠集落の遺跡も見つかるようになる。こうした環濠集落は、数百の民家を包含する規模であった。
鉄器時代を担ったのは、文化的な類似性から、従来、大陸から流入したケルト人と考えられていたが、DNA解析などから現在この説は支持されていない。青銅器文化を担った人々が大陸からの文化的影響を受けつつ、独自の文化を形成したと考えられる。紀元前700年頃からブロッホ(Broch)と呼ばれるスコットランド特有の円塔形の要塞の建設も始まった。このことから、戦乱が頻繁だったことが分かる。

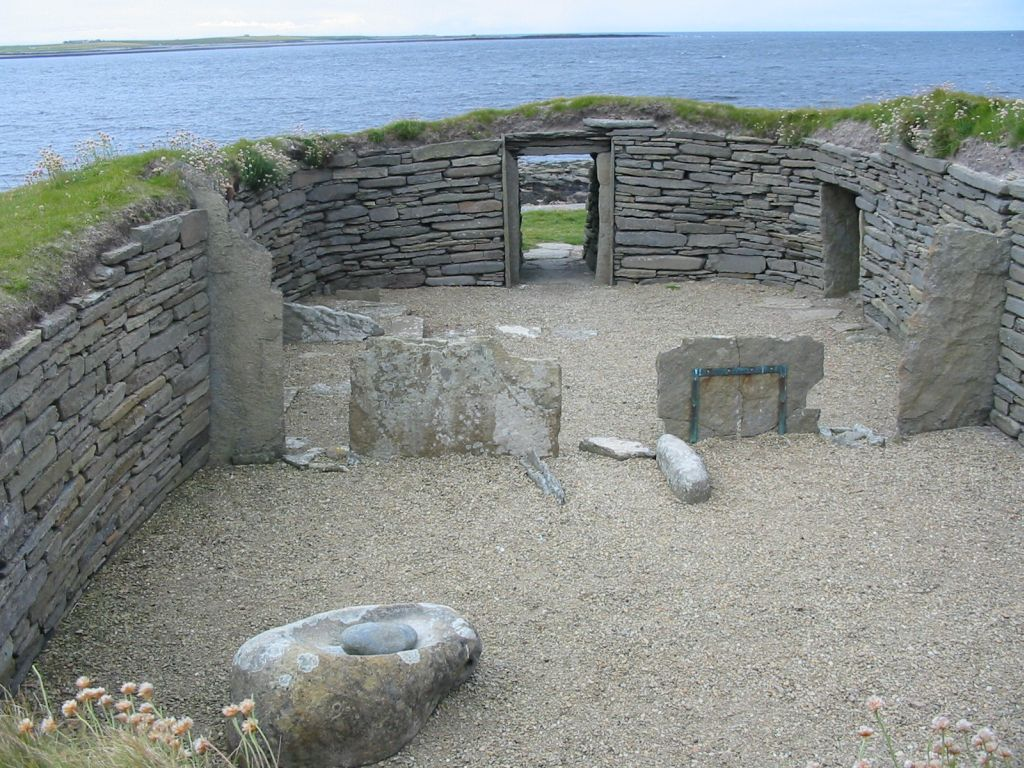
石造りの家
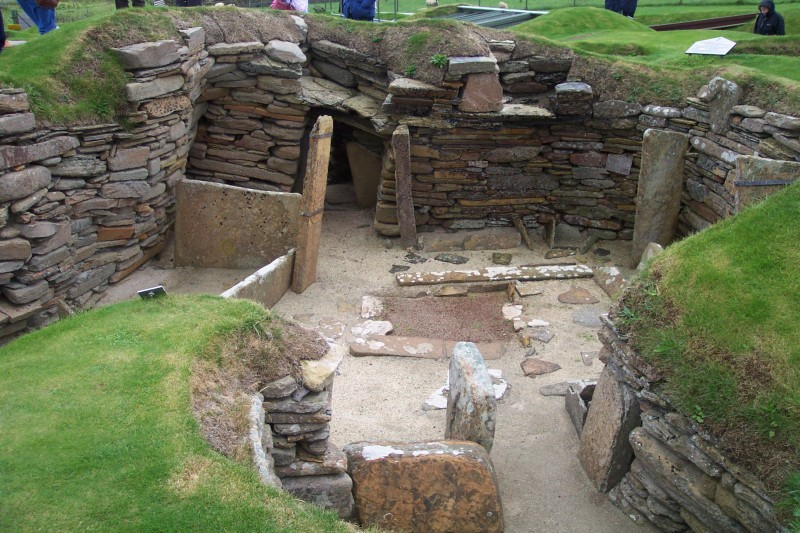
スカラ・ブラエ遺跡群
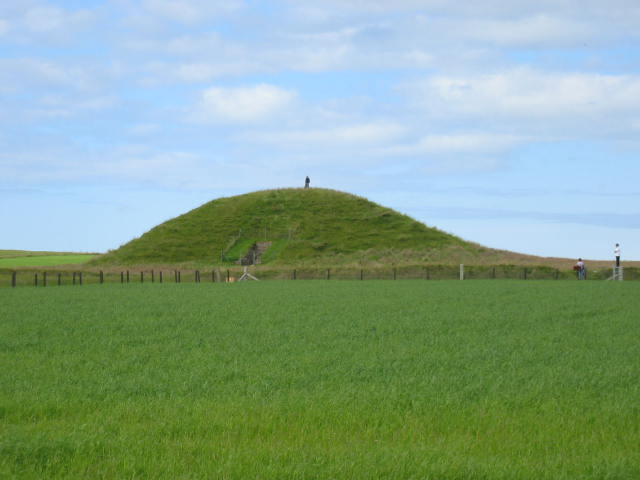
メイズハウ全景
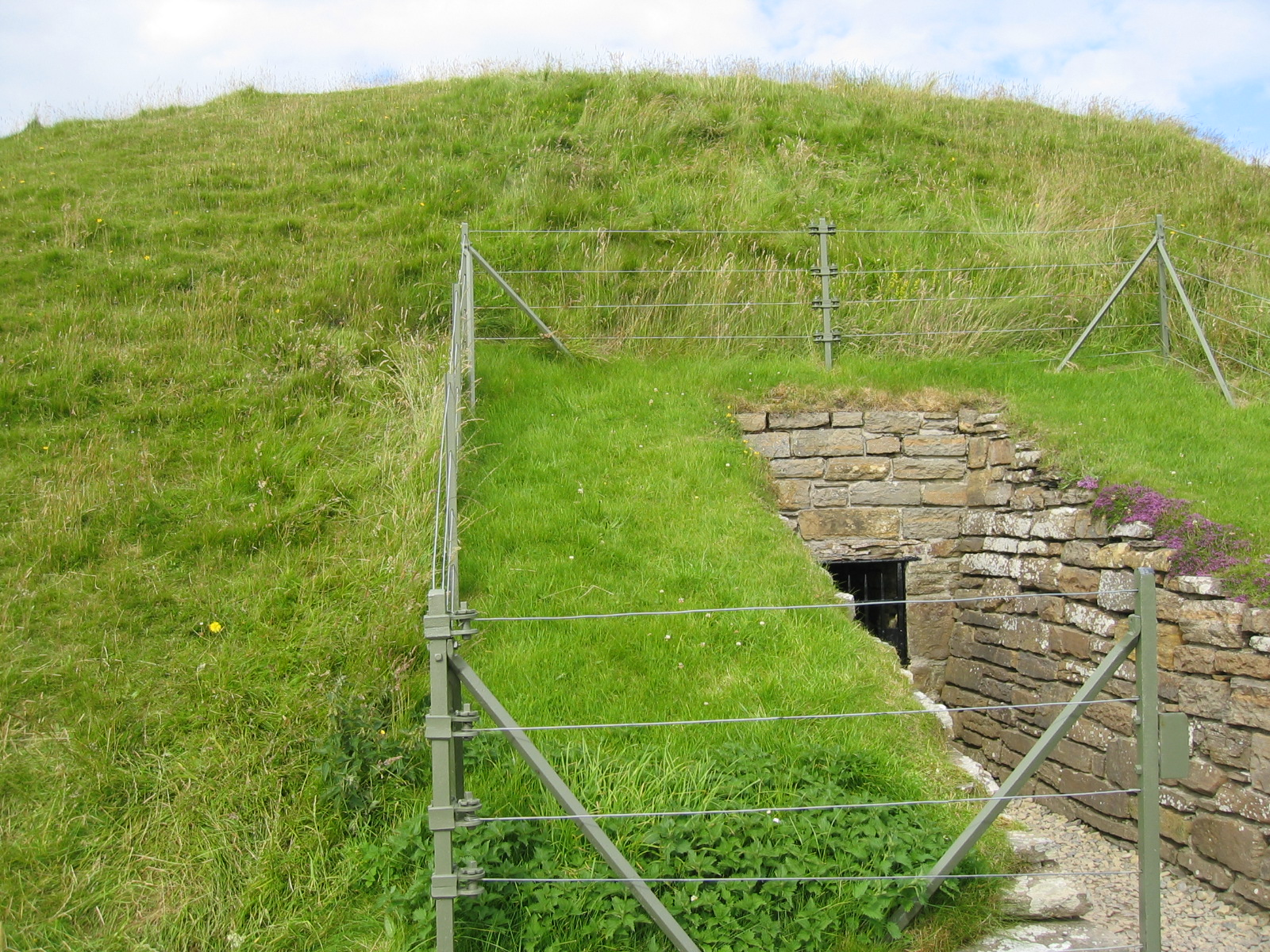
メイズハウ入口
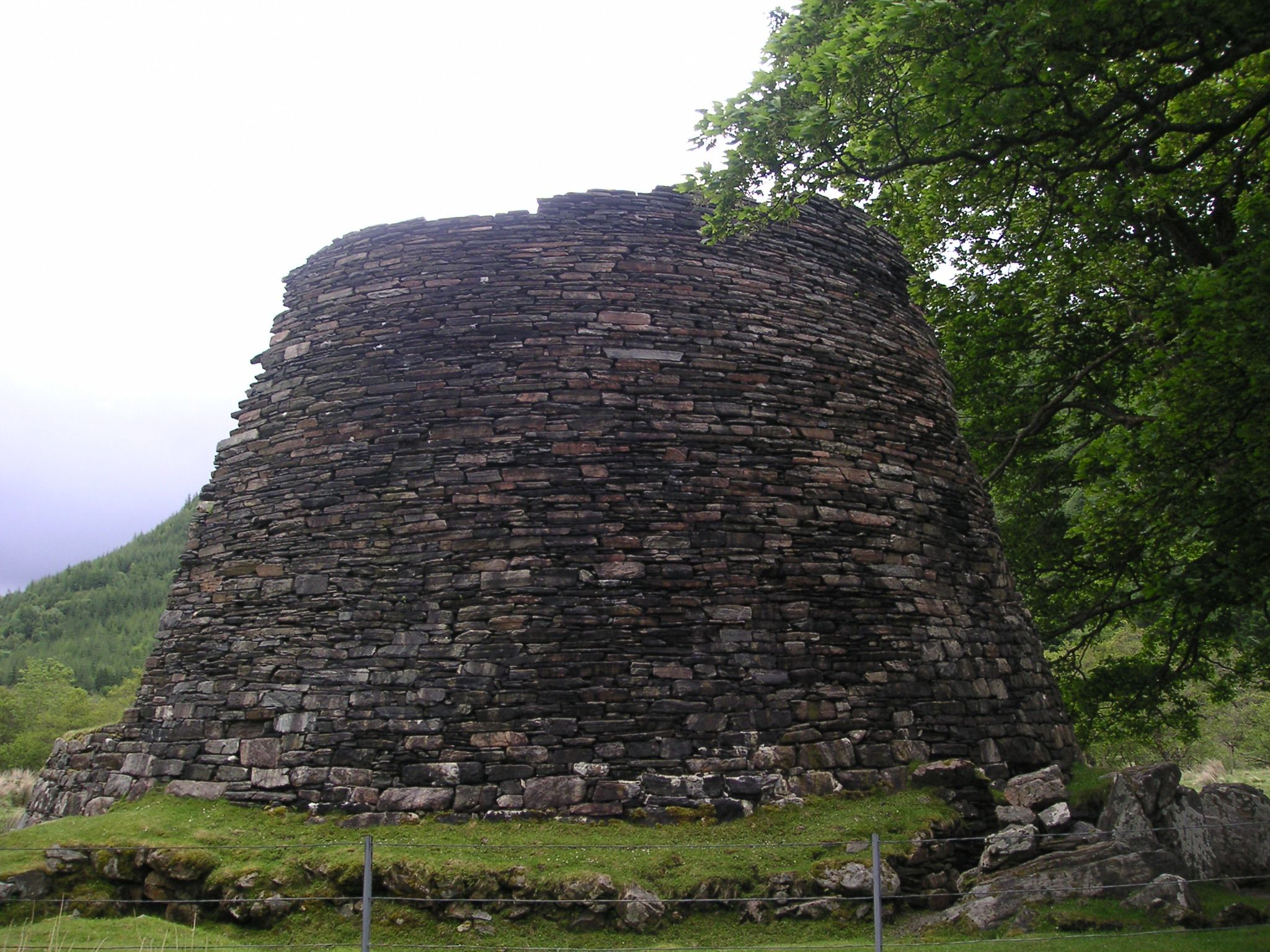
ブロッホ（英語版）

## ローマ帝国の支配

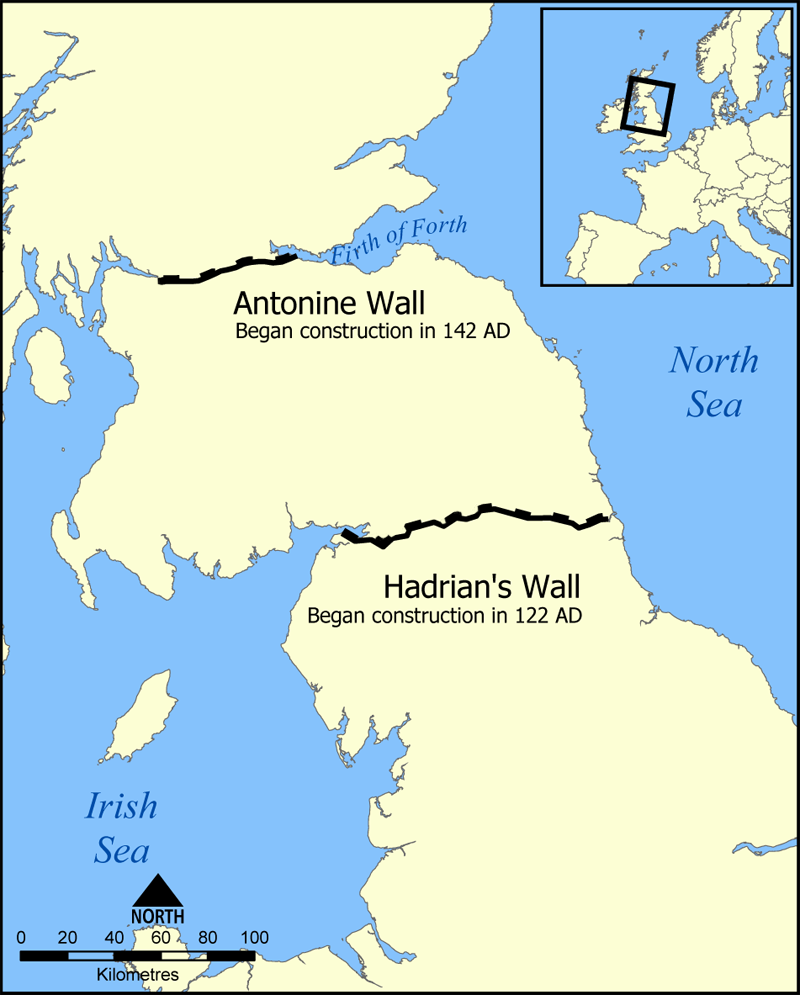
アントニヌスの城壁（上）と
ハドリアヌスの長城（下）

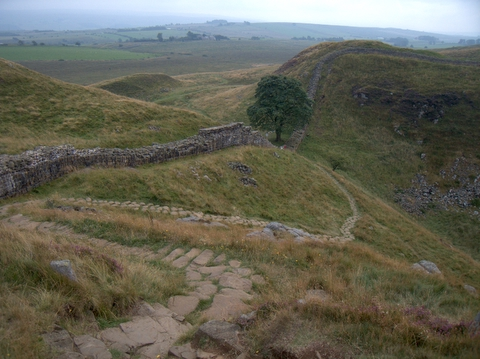
ハドリアヌスの長城（世界遺産に登録）

文字史料のある歴史時代は、ローマ帝国のブリタニア侵攻から始まる。ローマ以前にも僅かながら書かれたものが存在するが、彼らは専ら口述の伝承を事とした。しかし、こうした伝承は、のちのキリスト教の伝来とともに失われた。これはキリスト教宣教師たちがドルイドを中心とする旧来の伝統を一掃したこと、飢饉や戦争によって社会の態様が大きく揺れたことなどに起因する。ローマ以前のスコットランドを伝える唯一の史料は、紀元前325年にマッサリア（現在のマルセイユ）のギリシャ人ピュテアス(Pytheas)によるブリテン島探検の手記である。
ローマ帝国の侵攻は紀元43年に始まった。ローマ軍はイングランドにあたる地域を征服したのち、将軍グナエウス・ユリウス・アグリコラが79年、スコットランドに攻め入ってきた。カレドニアの先住民たちは激しい抵抗を見せたが、ローマ帝国は82年-83年に艦隊をオークニー諸島にまで及ぶスコットランド沿岸に展開して威嚇し、84年のモンス・グラウピウスの戦いでカレドニア人を破った。アグリコラの部下たちは、ブリテン島全土の平定を宣言した。
これらの変遷を知る唯一の手がかりは、タキトゥスの書『アグリコラ』である。タキトゥスはアグリコラ将軍の娘婿であった。一方年輪年代学によれば、アグリコラ以前にスコットランド南部がローマの支配下に入っていたことが分かっている。いずれにせよ、その後300年にわたってローマは当地を支配し続けた。また、ローマは防御線を建設して異民族からの防御を固めた。最古の物はパースシャーのガスク・リッジと呼ばれるもので、70年代から80年代にかけて建設されたと考えられている。120年代、ローマ皇帝ハドリアヌスは、タイン川からソルウェー湾河口にかけて、ハドリアヌスの長城の建設を命じた。20年後、ブリタンニア総督ルリウス・ウルビクスがアントニヌスの城壁と呼ばれる長城を、さらに北に建設した。アントニヌスの城壁はハドリアヌスの長城の半分の長さしかなく、その短さが防御に適していると考えられたが、結局その防御線を維持しえたのは20年に満たなかった。160年頃にはローマの北端は再びハドリアヌスの長城まで後退し、ローマ人たちはカレドニアの直接支配を結局諦めた。この理由は、人口密度が低すぎて徴税効果が上がらないであろうこと、および気候・風土がローマ人に合わなかったことなどであったと考えられている。ローマのカレドニア支配はヴォタディニー族（古英語: Votadini）などを通して間接支配という形をとっていた。

## キリスト教の伝播

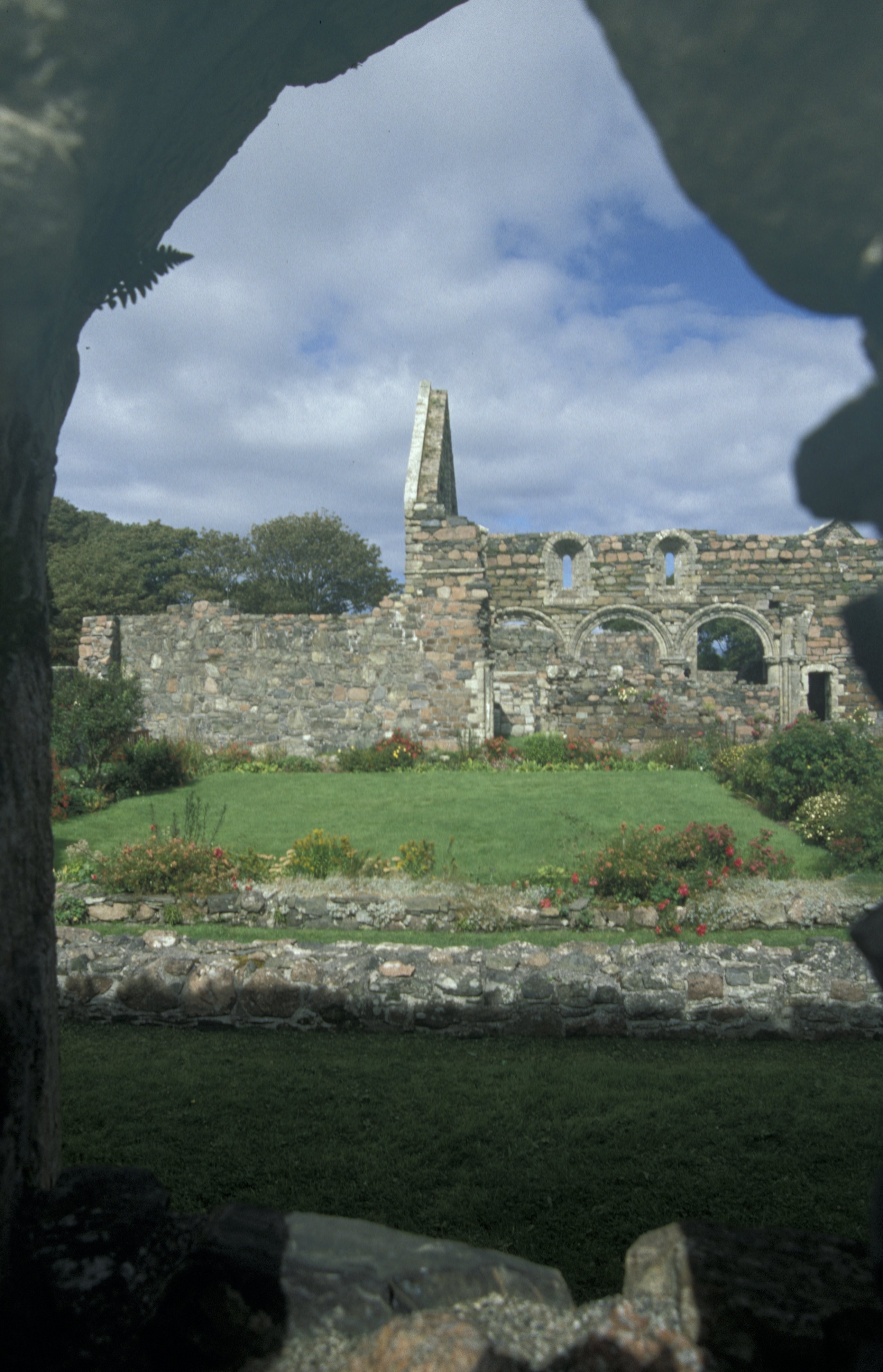
アイオナ修道院

ローマ帝国がブリタンニアから撤退したとき、スコットランドは、大別して二つのグループに分かれていた。
1. ピクト人：ケルト系ともいわれるが、民族的起源は分かっていない。クライド川以北とフォース湾（ピクタヴィアと呼ばれる地域）に勢力を張っていた。
2. ローマの影響を受けたブリトン人：フォース湾の南にあったストラスクライド王国（英語版）（5世紀-11世紀）、カンブリアのレッジド王国（英語版）（古英語: Rheged）などの国およびボーダーズ（英語版）のセルゴヴァエ族（英語版）（古英語: Selgovae）、ヴォタディニー族（英語版）、ゴドヅィン族（古英語: Gododdin）などである。

さらに、3つのグループからなる民族がスコットランドに渡ってきた。これらの民族がどこから来たかについては分かっていない。
1. 古アイルランド語を使うゲール人、中でもダルリアダ人が5世紀後半頃アイルランドから渡ってきた。彼らはアウタ・ヘブリディーズ諸島(Outer Hebrides)およびスコットランド西岸地域にダルリアダ王国を建設した。
2. イングランド北東部バーニシア王国（古英語: Bernicia）およびヨーロッパ大陸から広がってきたアングロ・サクソン人。7世紀ゴドヅィン族を征服した民族で、ゲルマン的なスコットランド語を話した。彼らの言語はイングリス(Inglis、中世英語)と呼ばれているが、その述語は14世紀後半以降アングロ・ノルマン語が英語の影響を受けて変化したものである。かつてはスコティス（Scottis）と呼ばれたスコットランド・ゲール語がイングリスにとって替わり、アイルランドなどで使われるようになった。しかし、昨今はゲール語が使われている。
3. 795年以降ヴァイキングがアイオナ島にやってきた。彼らスカンジナビア出身のオークニー貴族（Jarl）たちはアウタ・ヘブリディズ諸島、スコットランド北端のケイスネス・サザランドを支配下に収め、先住の民族と混血が進んだ。

最初にスコットランドにキリスト教をもたらしたのは、聖ニニアンである。彼はフォース湾沿岸部を根拠地にして南部・東部スコットランドで布教活動を行った。しかし、聖パトリックやコルンバの残した記録によれば、キリスト教は聖ニニアンの死（432年）からコルンバのスコットランド布教開始（563年）の間に忘れられてしまっていた。ゲール人は、スコットランドのピクト人に再びキリスト教布教を行い、次第にケルトの神話は忘れられていった。この時期最も有名な宣教師であるコルンバは、スコットランドのアイオナ島に辿りついてアイオナ修道院を建てた。キリスト教は、ピクト人の王ブライディ1世のキリスト教への改宗が一つの転換点となって広まったとも主張されているが、この点については異論もある。

## 中世スコットランドの形成

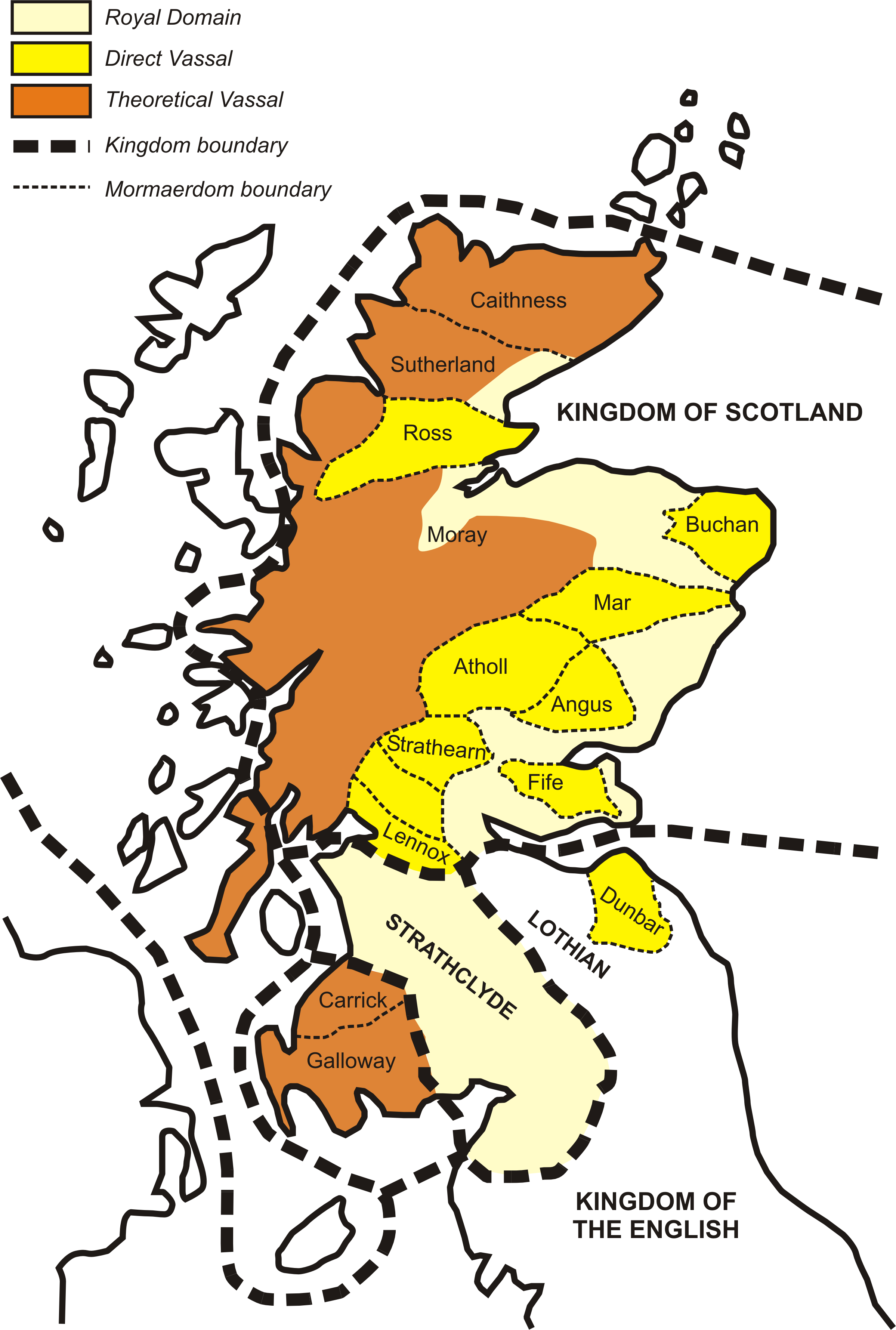
クリーム色:王領地
黄色:封建諸侯の領地
茶色:氏族または王の支配に浴さないと考えられている地域

一般には、先住民族としてケルト系と見られるピクト人がいたところに、アイルランドからスコット人が渡ってきて、ピクト人のアルバ王国、スコット人のダルリアダ王国などが生まれ、次第にスコット人の優勢が固まっていったと理解されている。しかし、英米哲学者の中村隆文は、スコットという言葉はローマ人がアイルランドやブリテン島に居住するケルト人に対して用いていること、最初の統一王朝がピクト人の王国と見られるアルバ朝を称していることから、バイキングの来襲などの激動を経て、バイキングやアイルランドなどの近隣諸勢力への懸念や大戦争を継続する経済力に乏しいといった事情から統一への機運が生まれたという見方をとっている。
スコットランドの統一王朝は、843年の統一アルバ王国の成立によって始まる。これは、927年のウェセックス王国によるアングロ・サクソン七王国の統一によるイングランド誕生よりも早い。しかし、その起源や変遷については信頼できる史料に乏しく細かな流れまで追うことは難しいとされる。
11世紀、統一アルバの流れを汲むダンカン1世が4部族を統合、南のストラスクライド王国（英語版）を組み込み、北部を除くスコットランド全域を影響下に置いた。この頃からスコーシア王国、やがてスコットランド王国と呼ばれるようになった。
スコットランド王国は、イングランドとの勢力争いおよびスコットランド独立戦争を経て、一つの王国としてまとまりを見せた。この時期のスコットランドは、ヨーロッパから流れ込んでくる人々の影響のもと、ヨーロッパ化が進んだ。

### 統一アルバ王国の成立
今に伝わるケネス・マカルピンの伝説は、アルバ王国がどのようにして成立したかを説明している。それによれば、アイルランドから渡ってきたスコット人のダルリアダ王国が、東のピクト人の王国であるアルバ王国を征服し、ケネス・マカルピンはケネス1世としてアルバ王国の王位に就いたとされる。しかし、両者を比較したとき、ダルリアダ王国の劣勢は明らかであり、この伝説の信憑性は低いとされ、婚姻によって統合されたとする説、アルバ王国がダルリアダ王国を征服して統一されたとする説などがあり、統一された見解は未だ見られない。いずれにせよ両国は合併し、アルバ（アラパ）王国を名乗り、東岸地域のスクーンに首都が置かれた。また、最近の研究ではケネス1世没後、ピクト人の王が後を継いだと考えられている。
一方、スコットランド南西部は、638年頃からアングル人のバーニシア王国ついでノーサンブリアの勢力下にあった。この地方がスコットランドに組み入れられるのは、1018年のマルカム2世の征服によってであった。この頃にはオークニー諸島・ケイスネス・サザランドといった北部地域を除き、スコットランド王朝の支配下にあった。北部や島嶼地域は依然ノース人の勢力圏になっていた。
この頃確立されたタニストリーという王位相続制度によって、スコットランドは2つの家系が交互に王位を継承していた。タニストリーは王の生前から後継者を決めてあるため、後継者にしてみれば王の早逝が望ましかった。結果、王の暗殺事件が頻発することになる。戯曲「マクベス」は、こうした社会的背景によって起きた事件の物語である。

### アーブロース宣言
ノルマン・コンクエストに始まる外との接触は、スコットランド史に新たな展開をもたらした。一つにはイングランドとの勢力争いが顕在化したこと、もう一つは多様な民族の流入と社会・文化の変化である。
ウィリアム1世らイングランド諸王はノルマン・コンクエストの延長としてスコットランドにたびたび侵攻し、時にはスコットランドを屈服させることもあった。この頃からイングランドとの抗争が日常化し、双方の境界線はハドリアヌス長城を上下した。エドワード1世のスコットランド侵攻とウィリアム・ウォレスの抵抗も、その文脈の中で起こった事件だった。
スコットランドは対イングランド戦略の必要性からフランスと「古い同盟」（Auld Alliance）を結んで対抗した。その後しばらくフランスとは友好関係を維持するが「古い同盟」はフランスの属国化を意味する体制でもあった。エドワード1世の征服により1296年イングランドに屈服して、王座のシンボルであったスクーンの石を奪われた。しかし、10年後、ウィリアム・ウォレスらが反乱を起こして独立戦争が起こった。この戦争は曲折を経て1318年には実質的独立を達成し、1328年になってイングランドとの和約も成立した。
- 参照：スコットランド独立戦争

このとき有力諸侯によって採択され、ロバート1世が承認したアーブロース宣言（1320年）は、マグナ・カルタの如く、その後のスコットランドの統治の根幹をなす宣言となった。曰く、イングランドに従属する王は人々の手によって斥けられるとする。この宣言はのちのちまでスコットランドの政治を左右し、国王への権力集中を防ぐ効果をもたらした。

### 中世スコットランドの社会と文化
マクベスを始めスコットランドの支配者の多くがローマに巡礼したが、その後スコットランドはキリスト教世界との結びつきを強めていった。支配者層にとってキリスト教の庇護はステータスであった。教会組織が整えられ、各地に修道院が造られた。またフランス・イングランド・フランドルなどから移民が流入し、その文化や社会制度が取り入れられてヨーロッパ的封建社会が形成されていった。
先進的文化を持った移民の流入は、スコットランド社会の変貌も促した。ゲール語は次第に公用語としての地位を失い、支配者層は英語・フランス語を用いた。ウィリアム・ウォレスの姓「ウォレス」もウェールズ系のものであった。
先進地域の文化が導入される一方で、古来の制度も生き残った。タニストリーがその代表的な例であるが、より民衆に直結したのは動員制度だった。中世ヨーロッパの戦争は傭兵によるもので、兵士の出身国と所属国が異なることが通常であったが、スコットランドは戦争が起きた際に、支配権に基づきスコットランド人を動員した。これは比較的「安価」な戦力確保を実現し、また屈強で知られるハイランド人の動員も可能にした。圧倒的な国力を持ったイングランドに対抗できた一因は、この動員制度であった。
ヨーロッパ文化と既存の文化の混在は、スコットランド内の分離も促す結果となった。ハイランドとローランドは文化の違いが顕在化し始め、氏族が統治するハイランドへの「野蛮」なイメージが形成されつつあった。

## ステュアート朝と宗教改革
初期ステュアート朝からメアリ・ステュアートまでの時代は、しばしば謀略や暗殺の渦巻く暗い時代と描写される。これは王の権力が同時代の中世諸国家より制限されていたことから、貴族同士の内紛という形で現れたもので、もとよりスコットランド全体を転覆せしめる事態にはならなかった。より激しい混乱は、ルネサンスと宗教改革によってもたらされた。

### ステュアート朝の始まり
ステュアート家の歴史は11世紀にまで遡れるが、14世紀には宮宰（Steward of Scotland）の地位にあり、王位にあったブルース家は縁続きの関係になっていた。1371年にデイヴィッド2世が没してブルース家の後嗣が途絶えたとき、これを継承したのが甥のロバート・ステュアートであった。これによりステュアート朝は始まるが、アーブロース宣言とタニストリーによって王の力は制限され、氏族の長である貴族たちの覇権争いが表面化した。この中で幼少の王が即位したり、時には暗殺されたりという事件も起こった。

### 対外関係
外に目を向けると、イングランドは再び侵攻してきていた。「古い同盟」の維持はイングランドを敵国と認めることと同義であり、これは不可避な事態でもあった。フランスは軍を派遣し同盟国を助けたが、この駐留費はスコットランド持ちであり、財政を圧迫する同盟に不平の声が出始めていた。特にイングランド育ちのジェームズ1世が即位する頃になると、対フランス戦争に忙殺されていたイングランドはスコットランドとの和解を望み、ジェームズもイングランド的改革を行った。この進展は一筋縄ではいかなかったものの、のちの「新しい同盟」に繋がってゆくことになる。
一方で、スコットランドはその勢力範囲をゆっくりと、しかし、着実に広げつつあった。臣従しない氏族を従え、謀反を企てた貴族の領地を没収した。そして、北部や島嶼地帯のノルウェー領を割譲させ、スコットランド王国内に組み込んだ。また、ジェームズ1世の行った改革は、すぐには効果をもたらさなかったものの、スコットランドに議会政治を浸透させるきっかけを作った。

### 社会の変化
隔絶したハイランドと開かれたローランドの差は、さらに広がりつつあった。聖職者ジョン・フォーダンはハイランド人について「屈強で実直、そして野蛮な民族」としている。ハイランドはケルト系、ローランドはアングル系であり、言語も異なっていた。こうした多様性のもと、スコットランドは国王のもと緩やかな連合体をなしていた。

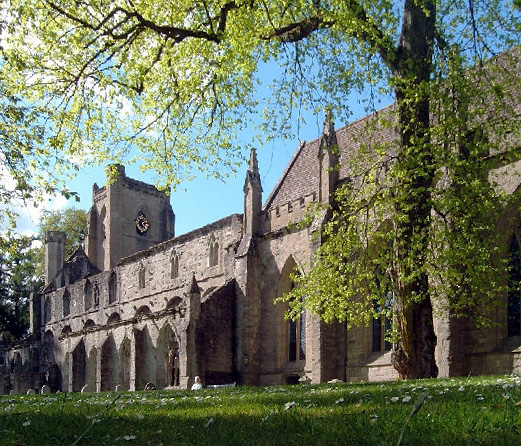
ダンケルド大聖堂。1260年に建築が始まり、1501年に完成した

農村においては、農民の形態が農奴から短期借地契約による小作、そして世襲的保有に切り替わりつつあった。黒死病の流行などによって人口が減少し、領主は農民を繋ぎ止めるために、農民に有利な契約を結ばざるをえなかった。こうして収入を削り取られていったのは主に大貴族で、中小の貴族との格差は縮まっていった。この変化に、中小貴族は地位に興味を持ち始めた。地位とはすなわち、国王より下賜される爵位と、スコットランドの伝統である盟約に連なることであった。より大きな、名望のある勢力と姻戚関係・臣従関係を結ぶことによって、自らの地位を確固たるものにしていった。

### キリスト教文化の繁栄
ステュアート朝前期はまた、スコットランドの文化が繁栄した時代でもあった。1413年にはスコットランド初のセント・アンドルーズ大学が開設され、ゴルフの原型となるスポーツが生まれた。各地に豪華な聖堂が建てられ（宗教改革により、その多くが破壊されている）、ローマやフランスの文化を取り入れる動きが盛んになった。アーブロース宣言には、文字が書けない貴族が×印で署名していたが、このような記録はほとんど見られなくなった。これは、貴族層を中心に識字率が飛躍的に向上していたことを表している。その一方で、教会組織の腐敗が始まっており、これが過激な宗教改革をもたらすことになった。

### 「古い同盟」からの脱却
ジェームズ4世の時代は、幾つかの点でスコットランドの新たな展開を暗示する時代であった。一つにはヘンリー7世の娘マーガレットとの結婚（1503年）である。これはフランスとの「古い同盟」体制からの転換を意味しただけでなく、ジェームズ4世の後嗣にイングランド王位継承権をももたらすものであった。事実、「古い同盟」の盟約によりフランスがスコットランドにイングランド派兵を要請したが、スコットランド軍は大敗してしまった。「古い同盟」は、スコットランド王国にとって重荷になりつつあった。

### 宗教改革

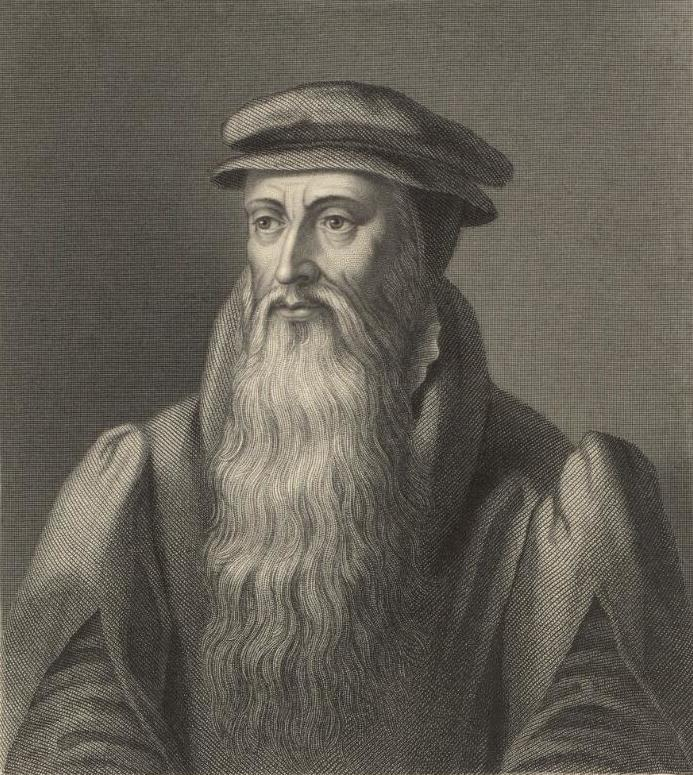
ジョン・ノックス。セント・アンドルーズ大学を卒業し、大陸に渡ってカルヴァンに学んだ

メアリ・ステュアートは、今でもスコットランドで人気のある女王である。メアリにとって不運だったのは、同時代に宗教改革が起こったこと、そしてメアリ自身はフランスで育ち、敬虔なカトリックだったことである。当時のスコットランド教会は、司教など高位聖職者に莫大な富が集中し、あがりを納めねばならない地方の教会は荒廃していた。文字の読めない聖職者が説教壇に立つことも珍しくなかった。その一方で高位聖職者は、貴族の私生児を認知する費用などで富を膨らませ、民衆の怨嗟を集めていた。
こうした中でやってきた宗教改革で、穏健なルター派よりも好戦的なカルヴァン派が選ばれたのは自然なことであった。スコットランド宗教改革の指導者ジョン・ノックスの思想はたちどころに広まり、各地で暴動が起こって聖堂が破壊された。偶像崇拝は徹底的に否定され、華美は悪とされた。建てられた教会は一切の芸術性を排した作りになっていた。スコットランドで現存する中世建築物が少ないのはこのためであり、以降しばらく、スコットランドは文化的に不毛の地となる。
スコットランドのプロテスタント化は、イングランドへの接近も意味した。メアリの亡命と刑死によってスコットランドは「古い同盟」を捨て、イングランドとの「新しい同盟」への外交転換を図った。折しもエリザベスには後嗣がなく、スコットランド王のイングランド王位継承が現実味を帯びるようになった。

## 近世スコットランドの挫折
1603年春、スコットランドに一大転機が訪れた。エリザベス1世の死によって、ジェームズ6世にイングランド王位を継承してほしいという急使がやってきたのである。メアリ・ステュアートが叶えられなかったイングランド征服の夢を、息子のジェームズは無血で叶えることとなった。しかし、これは、スコットランドに暗い影を落とす時代の始まりでもあった。
同君連合から合同、そしてジャコバイト反乱に至る近世スコットランドの変遷は、しばしば暗い時代とされる。スコットランドは独自の王を失い、次に独自の議会を奪われ、そしてスコットランドらしさをも無くしてしまった。この時期のスコットランドは、イングランドに吸収される時代であった。

### 同君連合から合同へ
エディンバラからウェストミンスタに移ったステュアート家の王たちは、ほとんどスコットランドに戻ろうとしなかった。スコットランドには担当国務大臣を置き、それが摂政となって行政にあたることとなった。この転機は、三王国戦争（Wars of the Three Kingdoms、清教徒革命）によってもたらされた。監督制教会のイングランドと長老制のスコットランドは教義を巡って衝突し、主教戦争からスコットランド内戦、そしてクロムウェルによるスコットランド征服という事態を招いた（イングランド内戦）。このとき共和政イングランドが施行した航海条例がスコットランド経済に打撃を与えた。この条例によって、スコットランドも外国とみなされ、ロンドンや植民地の港から締め出されたのである。スコットランドの経済は徐々に衰え、困窮に喘ぐようになった。
1688年の名誉革命は、スコットランドにとってはイングランド議会が「勝手に」王をすげ替える暴挙であった。スコットランド議会は安全保障法（1704年）によって独自に王を立てる権利を有するという宣言を発した。これに対してイングランドは外国人法（1705年）で応酬した。すなわち、合同に同意しなければ航海法体制に加えて、ヨーロッパとの交易も制限するとしたのである。人口で5倍、経済力で38倍の相手に対抗できたのはここまでであった。スコットランドはイングランドの軍門に降った。

### ジャコバイトの反乱
合同法による両国議会の統合は、スコットランドが独立を最終的に放棄した画期であった。これは何より経済的に追いつめられたスコットランドに残された唯一の途だった。航海条例で締め出されたスコットランド経済は停滞し、さらに飢饉が追い討ちをかけた。起死回生を図ったダリエン計画はイングランドの妨害に遭い破綻し、自力の経済再建は不可能になった。スコットランド議会は1707年1月16日、自らの解散を決議した。
当然ながら、この合同に反対運動が巻き起こった。ジャコバイト運動は、これを機にスコットランドの独立を取り戻そうとする運動でもあった。1715年の反乱の手際がよければ独立は成功していたかもしれない、と今でも指摘される。しかし、この反乱は結局鎮圧され、さらにグレンコーの虐殺や氏族制度解体が行われた。イングランドへの恨みと背中合わせに、ローランドを中心にイングランド化が進んでいった。

## 啓蒙と産業革命
18世紀後半から19世紀にかけて、スコットランドは著しい社会の変化・経済成長を経験した。ヨーロッパの一辺境から大西洋貿易のターミナルとなり、産業革命の中心地としての地位を確立した。これはスコットランド人の起業精神、ハイランド・クリアランスなどの大規模な囲い込み、大学改革およびイングランド航海法体制下に入ったことなどが原因とされている。

### 経済の近代化
18世紀も後半になってから、合同の経済効果がようやく現れてきた。航海法体制の内側に組み込まれたことにより、アメリカ大陸との交易が活発になった。そこから製造業が広がり、畜産物・穀物・綿織物から19世紀に至って鉄鋼業・石炭業も活発になった。スコットランドの都市化・人口増が急速に進んだ。
| 都市名         | 1750年 | 1821年  |
| グラスゴー     | 31,700 | 147,000 |
| ペイズリー     | 6,800  | 47,000  |
| キルマーノック | 4,400  | 12,700  |
| フォルカーク   | 3,900  | 11,500  |

|  |

この経済成長と人口増は、幾つかの原因が指摘されている。
1. 大学・図書館が整備されたこと。当時の大学は担任制（註）が主流だったが、セント・アンドルーズ大学などは世界に先んじて教授制を取り入れた。大学は活性化され、産学提携が進んだ。またスコットランドは実学傾向が強く、産業に直結する学問が活発に研究された。
2. ハイランド・クリアランス（英語版）と呼ばれる囲い込みが大規模に行われ、仕事を失った借地農が都市に大量に流入して都市化をもたらし、都市に豊富な労働力をもたらしたこと。
3. イングランドに比べて、物価・人件費が圧倒的に安かったこと。
4. 主にアイルランドからの移民が大量に流入してきたこと。

註：担任制…教官がそれぞれ担当学生を持ち、全ての教科を教える方式。現代日本の小学校に見られる。教授制…講座ごとに担当教官がつく授業方式。中学校以上で実施されている。

### スコットランド啓蒙
当時、イングランドの批評家サミュエル・ジョンソンは自著『英語辞典 “A Dictionary of the English Language”』（1755年）のカラス麦の項目で右のように説明している───「カラス麦はイングランドでは馬の飼料だが、スコットランドでは人間が食べる」。それに対し、弟子に当たるスコットランド人のジェイムズ・ボズウェルは、「ゆえに、イングランドの馬は優秀で、スコットランドでは人間がすぐれている」とやり返した。
スコットランド啓蒙は、多くの起業家・知識人を輩出した。蒸気機関を改良したジェームズ・ワット、社会学の祖とされるジョン・ミラーそして作家ウォルター・スコットなど、当時の優れた人材ではイングランドを凌駕していた。知識人の多くは海外でも活躍し、日本においては工部大学校（東京大学工学部の前身）の初代総長となったヘンリー・ダイヤー、同じく東大医学部の前身東京医学校の初代校長ウィリアム・ウィリス、そして軽井沢開発のアレクサンダー・クロフト・ショーなどが有名である。多くの技術が実用化され、イギリス産業革命はこうした人物によって支えられた。

## ブリテン連合王国のなかで
イギリス帝国の繁栄とスコットランドは、相身互いの関係にあった。世界中の植民地を交易先とすることでスコットランド産業は成長を続け、スコットランドの造船業・機械工業はブリテン連合王国の経済を牽引した。しかし、20世紀初め頃から経済は失速し、次第にスコットランドの地位は低下していった。二つの大戦はスコットランドの産業に致命的な打撃を与え、ナショナリスト勢力が広がりつつあった。

### 「世界の工場」

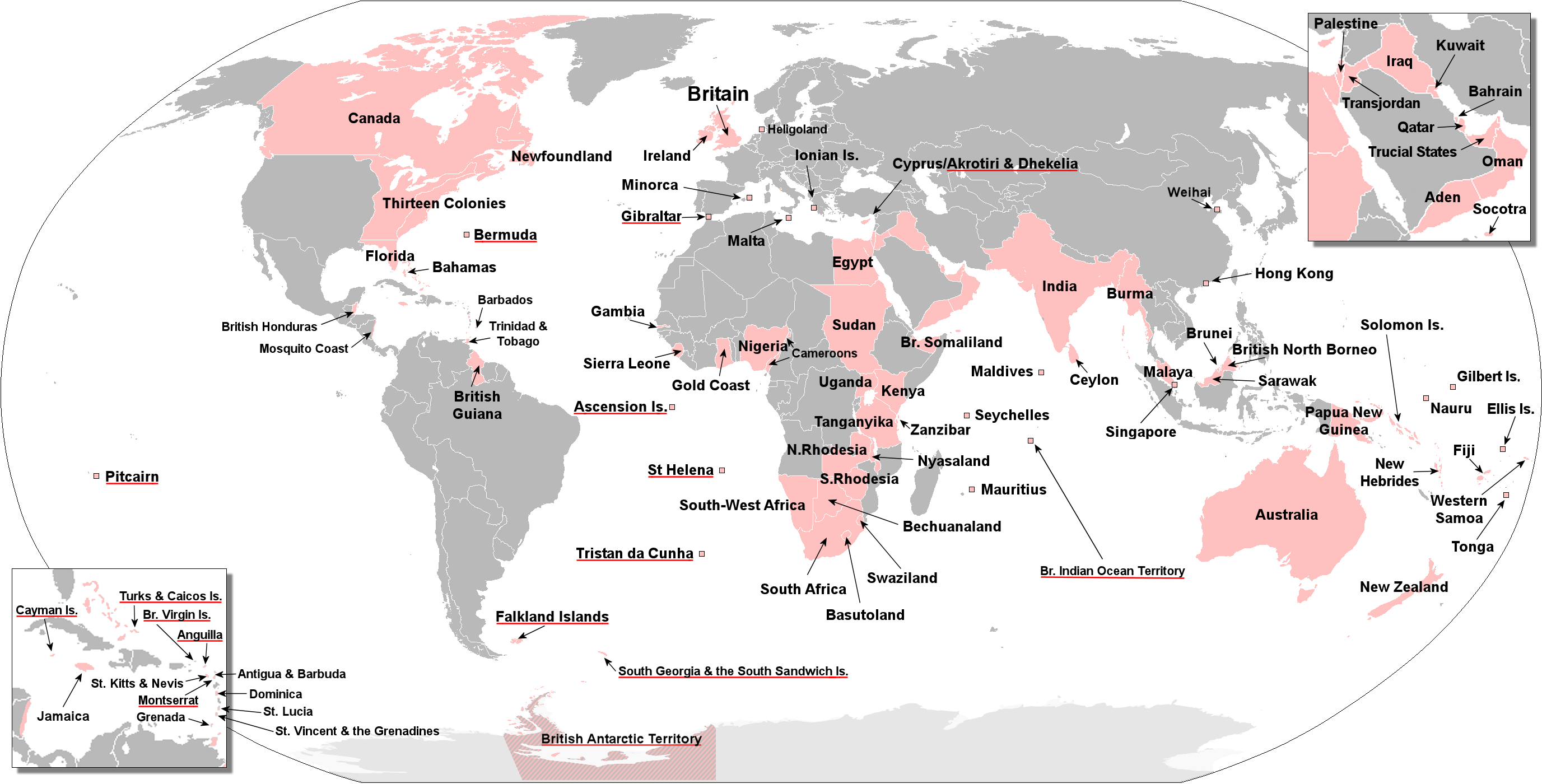
イギリス帝国の衰退
赤：連合王国と海外の領地
黒：植民地・領地

19世紀後半から20世紀初頭にかけて、スコットランドなかんずくグラスゴーの造船業・機械工業はイギリス帝国経済にとって不可欠な存在だった。世界の工場とも呼ばれ、ブリテン連合王国の中でも「発展は北にあり」といわれるほどの繁栄ぶりだった。

### 第一次世界大戦と恐慌
第一次世界大戦は、スコットランドに辛い影響をもたらした。失業と貧困のせいで、兵の募集に応じる率が高かったので、戦争による被害も大きかった。英国におけるスコットランドの比率は、人口では10％だったのに、兵の数では15％となり、死者の数では20％となった。
スコットランド経済は、第一次世界大戦の頃から徐々に地盤沈下していった。この理由として、以下が挙げられている。このようなスコットランド経済の停滞は、ブリテン連合王国内でのスコットランドの地位をも押し下げ、次第に「お荷物」扱いされるようになった。
1. 労働者と資本家の対立：貧富の格差が広がり、劣悪な生活環境に追い込まれていた労働者は不満を募らせていた。
2. 実学志向の弊害：スコットランドの教育機関は実学志向が強く、数学など基礎研究が軽んじられた。結果、世界の技術革新に水をあけられることとなった。

1930年代に世界恐慌が起きると、スコットランドも深刻な経済不況に見舞われた。社会不安の中で、左右両イデオロギーの急進的勢力が広がり始めた。特に右派のナショナリスト政党は、のちのスコットランド国民党に繋がることになるが、これは連合王国の枠内にとどまりつつ（すなわち、経済的恩恵を留保しつつ）スコットランド独自の外交・国防などを実現するものであった。

### 第二次世界大戦と戦後の再出発
第二次世界大戦では、エディンバラやグラスゴーといった主要都市がドイツ軍の爆撃に遭い、スコットランドは甚大な被害を受けた。多くのスコットランド人が徴兵され（註）、特にハイランドの過疎化に拍車をかけた。大戦中にスコットランドは兵站調達面で寄与し、フランス・ベルギー戦線に参加した。さらにソビエト連邦への物資援助も行っている。
- 註：ハイランド人はスイス傭兵と並んで、勇猛で屈強な戦士であるという評判が名高く、イギリス軍はハイランド人をこぞって徴兵した。

## 現代のスコットランド

### 戦後の停滞
第二次世界大戦はブリテンの結束を要求したので、スコットランドの民族運動も隅に追いやられていた。福祉国家路線をとる労働党政権の中で、経済も安定し、比較的平穏に1950年代は過ぎていった。問題が浮上してくるのは、高度経済成長下の日本など、造船業のライバルの出現によって経済の停滞が起こった1960年代であった。ナショナリスト政党が息を吹き返し、分離を求める声が大きくなっていった。しかし一方で、分離は経済的恩恵の放棄をも意味した。経済的にイングランドに頼っている実態に、一定以上の支持は得られなかった。

### 北海油田という転機
1960年に北海油田が採掘され始めたことは、一つの転機となった。スコットランド経済復興の追い風となると同時に、イングランドへの対抗意識が再燃する契機ともなった。すなわち、北海油田はスコットランドに近く、スコットランドの物であるはずなのに、その恩恵を被っているのはイングランドであるという言説である。この不満からスコットランド国民党は勢力を伸ばし、連合王国から次第に距離をとり始めた。時の政権もこれを察し、スコットランド自治を実現する方向へと政策転換が図られた。しかし一方で「独立は高くつく」といわれたように、政治的自立と経済的自立の間で、スコットランドはしばし逡巡することとなる。

### 「イギリス」からの離陸

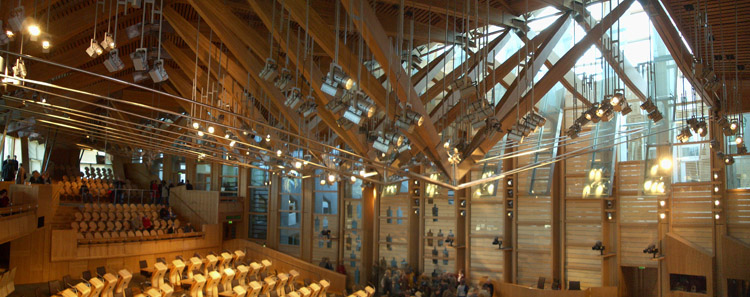
2004年に完成したスコットランド議事堂

マーガレット・サッチャーの保守党政権が1979年誕生して「小さな政府」政策が、公約通り地方分権政策をもたらした。スコットランド議会設立の動きが表面化し、1979年国民投票が行われた。このときは有効票数が集まらず否決された。
1997年に首相の座についたトニー・ブレアはスコットランド出身であった。このブレア政権のもと同年、再度の国民投票が行われ、スコットランド議会を創設することが可決された。スコットランドや北アイルランドで議会が作られることが決まると、それまでの「イギリス＝イングランド」観は再検討を迫られ、イングランド人の間でも動揺が広がった。
1997年、議会開会に先立ってスクーンの石がエディンバラに返還された。1999年の総選挙で選ばれた129名の議員は「ジャコバイトの象徴である」白い薔薇を胸につけ、ホリールードハウス宮殿の隣に造られた仮議事堂に会し、以下の宣言をもって開会した。
「1707年3月25日以来、一時的に中断していたスコットランド議会を、ここに再開する」
2013年11月26日、コットランド行政府のアレックス・サモンド（Alex Salmond）は、スコットランドの独立の是非を問う住民投票に対する公約となる独立国家スコットランドの青写真を発表。

## 庭園史

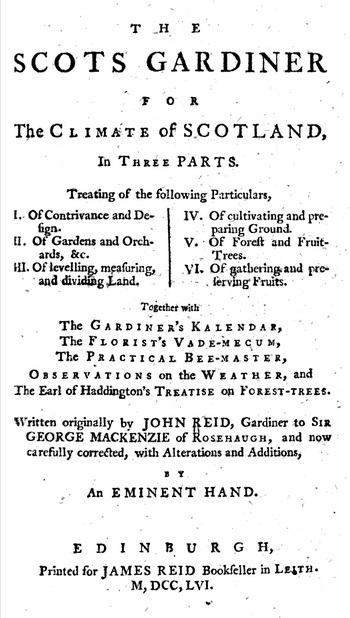
John Reid, The Scots Gard'ner, 1683, スコットランドで印刷された最初の園芸書

スコットランドにおけるガーデニングは、スコットランドの歴史において、植物やその他自然形態の展示と植物栽培を楽しむために確保された計画的空間の設計からで、スコットランドにおける中世に始まったとされる。
中世の修道院や城、邸宅周辺の庭園は、ヨーロッパの伝統である薬草園、キッチンガーデン、果樹園に倣った形式的な物で、スコットランドで最初のルネサンス様式の庭園はスチュワート朝の王宮のために造られたものであった。その後、貴族や貴族階級がこれに続いた。
16世紀後半から、多くの邸宅の造園はイタリア・ルネサンス庭園の影響を受けるようになった。この時代から、貴族、貴族、領主のために作られた整形式平面幾何学式庭園の例が多く見られるようになった。オールド・アライアンスの遺産とグランドツアーの始まりにより、スコットランドの気候に合わせたとはいえ、フランス様式がスコットランドでも特に重要視されるようになったのである。
17世紀後半にはウィリアム・ブルース（William Bruce）が、スコットランドをヨーロッパの庭園設計の最前線に押しやっていく。
18世紀には、ヨーロッパ中でフランス宮廷の「絶対主義」と「教皇主義」に対する反発があり、大規模な整形式庭園の維持にかける費用から退却する動きがあった。イングランドの庭園でのケイパビリティ・ブラウンに関連する、のちの公園や不規則な植栽の群れといった形式張らない景観への移行が、スコットランドでは彼の信奉者であるロバート・ロビンソンやトーマス・ホワイトのシニアとジュニアによって支配的になっていった。
19世紀初頭には、ハンフリー・レプトンの著作など、ガーデニングに関する新しい考え方が発展した。19世紀半ばには公共事物の公園が作られるようになった。
20世紀初頭にはスコットランドの植物収集家たちが活発に活動するようになったほか、ガーデニングが労働者階級や中流階級の大きな関心事となった。そうしてイアン・ハミルトン・フィンレイのリトル・スパルタやチャールズ・ジェンクスのポストモダンな「宇宙的思索の庭」などの大規模な計画庭園も作られた。

## 関連記事
- グレートブリテンおよび北アイルランド連合王国
- イギリスの歴史
- アイルランドの歴史 - イングランドの歴史 - ウェールズの歴史
- 中世後期のスコットランド
- スコットランド独立戦争 - タニストリー - アーブロース宣言 - ジャコバイト - ハイランド・クリアランス（英語版） - スコットランド啓蒙